# Сан Понсо
Сан Понсо (итал. San Ponso) је насеље у Италији у округу Торино, региону Пијемонт.
Према процени из 2011. у насељу је живело 240 становника. Насеље се налази на надморској висини од 346 м.

## Становништво
Према резултатима пописа становништва 2011. у општини је живело 279 становника.
| 1931. | 1936. | 1951. | 1961. | 1971. | 1981. | 1991. | 2001. | 2011. |
| ----- | ----- | ----- | ----- | ----- | ----- | ----- | ----- | ----- |
| 330   | 301   | 304   | 284   | 286   | 256   | 246   | 265   | 279   |